# Терентьево (Солигаличский район)
Терентьево — деревня в Солигаличском муниципальном округе Костромской области. Входит в состав Лосевского сельского поселения

## География
Находится в северо-западной части Костромской области на расстоянии приблизительно 16 км на юг-юго-восток по прямой от города Солигалич, административного центра района.

## История
Деревня упоминалась в 1650 году, когда была передана  галичскому боярскому сыну Н.Д.Купреянову. До 1861 года деревня принадлежала его потомкам. В 1872 году здесь было отмечено 6 дворов, в 1907 году—7.

## Население
Постоянное население составляло 29 человек, 52 (1897), 40 (1907), 6 в 2002 году (русские 100 %), 0 в 2022.